# Championnat de France féminin de football 1982-1983
Navigation
Édition précédente Édition suivante
Le Division 1 1982-1983  est la 9e édition du championnat de France féminin de football. Les premiers niveau national du championnat féminin ont un format particulier lors de cette saison, en effet, lors d'une première phase, l'ensemble des équipes de première et deuxième division s'affrontent lors d'une phase commune opposant quarante-huit clubs répartis dans huit groupes de six équipes, en une série de douze rencontres jouées durant la première partie de la saison de football. Les trois meilleures équipes de chaque groupe sont alors qualifiées pour participer à la Division 1 et les trois derniers participent à la Division 2.
Dans un deuxième temps, les équipes participantes au championnat de première division sont réparties en quatre groupes de six équipes qui s'affrontent à deux reprises durant la deuxième moitié de la saison. Les meilleures équipes de chaque groupe se qualifient ensuite pour les demi-finales, avant que les deux meilleures équipes ne s'affrontent lors de la finale du championnat à la fin de la saison.
Lors de l'exercice précédent, l'AS Saint-Quentin, le Calais Beau-Marais FC, le FCF Valence, l'US Beaumont, le FF Choletais, le FC Bergot, le Dreux Femmes, ont gagné le droit de participer au tournoi préliminaire après avoir remporté leurs compétitions régionales respectives.
À l'issue de la saison, le VGA Saint-Maur décroche le premier titre de champion de France de son histoire en battant en finale le FCF Hénin-Beaumont lors de la séance de tirs au but (7-6). Le Toulouse OAC est quant à lui relégué pour des raisons administratives et financières.

## Participants
Ces tableaux présentent les vingt-quatre équipes qualifiées pour disputer le championnat 1982-1983. On y trouve le nom des clubs, la date de création du club, l'année de la dernière montée au sein de l'élite, la division dans laquelle ils évoluaient auparavant, le nom des stades ainsi que la capacité de ces derniers.
Le championnat comprend quatre groupes de six équipes.
Légende des couleurs
- Champion de Division 1 la saison précédente.
- Promu de division inférieure.

| \| AS Étrœungt AS Nancy-Lorraine ES Juvisy-sur-Orge FC Metz FCF Hénin-Beaumont AS Saint-Quentin \| Localisation des clubs engagés dans le groupe A du championnat. |
| AS Étrœungt AS Nancy-Lorraine ES Juvisy-sur-Orge FC Metz FCF Hénin-Beaumont AS Saint-Quentin                                                                       |

| Nom du club        | Date de création | Dernière montée | Division 1981-1982 | Stade                       | Capacité | Vict. |
| ------------------ | ---------------- | --------------- | ------------------ | --------------------------- | -------- | ----- |
| AS Étrœungt        | -                | 1975            | D1                 | -                           | -        | 3     |
| AS Nancy-Lorraine  | -                | 1980            | D1                 | Stade Marcel-Picot (Annexe) | -        | /     |
| ES Juvisy-sur-Orge | 1971             | 1980            | D1                 | Stade Georges Maquin        | 2 000    | /     |
| FC Metz            | -                | -               | D1                 | -                           | -        | /     |
| FCF Hénin-Beaumont | 1972             | -               | D1                 | Stade Octave-Birembaut      | 3 000    | /     |
| AS Saint-Quentin   | 1980             | 1982            | Div. Inf.          | Stade Philippe Roth         | -        | /     |

| \| AS Moulins Caluire SCSC FR Sessenheim Stade de Reims US Orléans VGA Saint-Maur \| Localisation des clubs engagés dans le groupe B du championnat. |
| AS Moulins Caluire SCSC FR Sessenheim Stade de Reims US Orléans VGA Saint-Maur                                                                       |

| Nom du club    | Date de création | Dernière montée | Division 1981-1982 | Stade                   | Capacité | Vict. |
| -------------- | ---------------- | --------------- | ------------------ | ----------------------- | -------- | ----- |
| AS Moulins     | -                | 1980            | D1                 | -                       | -        | /     |
| Caluire SCSC   | 1968             | 1976            | D1                 | Stade Terre des Lièvres | -        | /     |
| FR Sessenheim  | -                | 1981            | D1                 | -                       | -        | /     |
| Stade de Reims | 1968             | -               | D1                 | -                       | -        | 5     |
| US Orléans     | -                | 1980            | D1                 | -                       | -        | /     |
| VGA Saint-Maur | 1968             | -               | D1                 | Stade Adolphe-Chéron    | -        | /     |

| \| ASF Muret ES Arpajonnaise FC Lyon Olympique de Marseille Toulouse OAC US Cannes-Bocca \| Localisation des clubs engagés dans le groupe C du championnat. |
| ASF Muret ES Arpajonnaise FC Lyon Olympique de Marseille Toulouse OAC US Cannes-Bocca                                                                       |

| Nom du club            | Date de création | Dernière montée | Division 1981-1982 | Stade                     | Capacité | Vict. |
| ---------------------- | ---------------- | --------------- | ------------------ | ------------------------- | -------- | ----- |
| ASF Muret              | -                | 1980            | D1                 | Stade Clément Ader        | 3 001    | /     |
| ES Arpajonnaise        | -                | 1980            | D1                 | Stade du Pont             | -        | /     |
| FC Lyon                | 1970             | 1978            | D1                 | Plaine de Gerland         | 2 200    | /     |
| Olympique de Marseille | 1920             | 1975            | D1                 | Stade de la Pépinière     | -        | /     |
| Toulouse OAC           | 1980             | 1981            | D1                 | Stade de la Ramée         | 3 000    | /     |
| US Cannes-Bocca        | -                | 1980            | D1                 | Stade Pierre de Coubertin | -        | /     |

| \| ASJ Soyaux Saint-Brieuc SC Stade quimperois US Montfaucon FC Bergot FF Choletais \| Localisation des clubs engagés dans le groupe D du championnat. |
| ASJ Soyaux Saint-Brieuc SC Stade quimperois US Montfaucon FC Bergot FF Choletais                                                                       |

| Nom du club      | Date de création | Dernière montée | Division 1981-1982 | Stade              | Capacité | Vict. |
| ---------------- | ---------------- | --------------- | ------------------ | ------------------ | -------- | ----- |
| ASJ Soyaux       | 1968             | -               | D1                 | Stade Léo-Lagrange | 400      | /     |
| Saint-Brieuc SC  | 1973             | -               | D1                 | Stade Fred-Aubert  | 13 500   | /     |
| Stade quimpérois | 1971             | 1975            | D1                 | Stade de Kerhuel   | 2 040    | /     |
| US Montfaucon    | -                | 1980            | D1                 | Stade du Péché     | -        | /     |
| FC Bergot        | 1974             | 1982            | Div. Inf.          | Stade Kérédern     | -        | /     |
| FF Choletais     | -                | 1982            | Div. Inf.          | -                  | -        | /     |

## Compétition

### Tour préliminaire
Le tour préliminaire est composé des quarante-huit équipes de Division 1 et de Division 2 qui sont réparties dans huit groupes de six.
Le classement est calculé avec le barème de points suivant : une victoire vaut deux points, le match nul un et la défaite zéro.
Critères de départage en cas d'égalité au classement :
1. classement aux points des matchs joués entre les clubs ex æquo ;
2. différence entre les buts marqués et les buts concédés par chacun d’eux au cours des matchs qui les ont opposés ;
3. différence entre les buts marqués et les buts concédés sur la totalité des matchs joués dans le championnat ;
4. plus grand nombre de buts marqués sur la totalité des matchs joués dans le championnat ;
5. en cas de nouvelle égalité, une rencontre supplémentaire aura lieu sur terrain neutre avec, éventuellement, l’épreuve des tirs au but.

Légende des couleurs
- Joue le titre de Division 1.
- Joue le titre de Division 2 et la relégation.
- T : Tenant du titre.
- P : Promu de division inférieure.

Classements incomplets. France Football a publié des classements incomplets (quelques résultats manquants, matches remis ou résultats non parvenus) entre la fin de l'année 1982 et le début de l'année 1983.
| Cls | Équipe                  | Pts |
| --- | ----------------------- | --- |
| 1   | AS Étrœungt             | 18  |
| 2   | FCF Hénin-Beaumont      | 16  |
| 3   | AS Saint-Quentin P      | 8   |
| 4   | US Fécamp               | 7   |
| 5   | FOS Hem                 | 6   |
| 6   | Calais Beau-Marais FC P | 3   |

| Cls | Équipe            | Pts |
| --- | ----------------- | --- |
| 1   | FC Metz           | 15  |
| 2   | AS Nancy-Lorraine | 11  |
| 3   | FR Sessenheim     |     |
| 4   | US Foug           |     |
| 5   | ASPTT Strasbourg  |     |
| 6   | FC Baldersheim    |     |

| Cls | Équipe           | Pts |
| --- | ---------------- | --- |
| 1   | FC Lyon          | 16  |
| 2   | US Orléans       | 14  |
| 3   | AS Moulins       | 13  |
| 4   | AS Valentigney P | 8   |
| 5   | FC Vendenheim    | 6   |
| 6   | RC Saint-Étienne | 3   |

| Cls | Équipe                 | Pts |
| --- | ---------------------- | --- |
| 1   | Caluire SCSC           | 17  |
| 2   | Olympique de Marseille | 15  |
| 3   | US Cannes-Bocca        | 11  |
| 4   | FCF Valence            | 11  |
| 5   | Beaucaire Olympique    | 3   |
| 6   | Grenoble FF            | 1   |

| Cls | Équipe           | Pts |
| --- | ---------------- | --- |
| 1   | ASF Muret        | 14  |
| 2   | ES Arpajonnaise  | 14  |
| 3   | L'Union Toulouse | 13  |
| 4   | ASPTT Bordeaux   | 10  |
| 5   | US Beaumont P    | 5   |
| 6   | US Colomiers     | 2   |

| Cls | Équipe             | Pts |
| --- | ------------------ | --- |
| 1   | ASJ Soyaux         | 19  |
| 2   | US Montfaucon      | 15  |
| 3   | FF Choletais P     | 11  |
| 4   | Rochefort FC       | 8   |
| 5   | AAJ Blois          | 5   |
| 6   | Olympique de Royan | 2   |

| Cls | Équipe           | Pts |
| --- | ---------------- | --- |
| 1   | Stade quimperois | 16  |
| 2   | Saint-Brieuc SC  | 13  |
| 3   | FC Bergot P      | 13  |
| 4   | FCF Condéen      | 12  |
| 5   | US Mans          | 4   |
| 6   | Dreux Femmes P   | 2   |

| Cls | Équipe             | Pts |
| --- | ------------------ | --- |
| 1   | VGA Saint-Maur     | 16  |
| 2   | Stade de Reims T   | 13  |
| 3   | ES Juvisy-sur-Orge | 13  |
| 4   | Paris SG           | 10  |
| 5   | AO Boranaise       | 7   |
| 6   | FCF Colombes P     | 1   |

### Tour principal de première division
Pour le tour principal de deuxième division, voir l'article sur la Division 2 1982-1983.
Classement
Le classement est calculé avec le barème de points suivant : une victoire vaut deux points, le match nul un et la défaite zéro.
Critères de départage en cas d'égalité au classement :
1. classement aux points des matchs joués entre les clubs ex æquo ;
2. différence entre les buts marqués et les buts concédés par chacun d’eux au cours des matchs qui les ont opposés ;
3. différence entre les buts marqués et les buts concédés sur la totalité des matchs joués dans le championnat ;
4. plus grand nombre de buts marqués sur la totalité des matchs joués dans le championnat ;
5. en cas de nouvelle égalité, une rencontre supplémentaire aura lieu sur terrain neutre avec, éventuellement, l’épreuve des tirs au but.

Légende des couleurs
- Qualifié pour les demi-finales de la compétition.
- T : Tenant du titre.
- P : Promu de division inférieure.

Source : France Football, No 1942 du 28 juin 1983 p. 23
| Cls | Équipe             | Pts |
| --- | ------------------ | --- |
| 1   | FCF Hénin-Beaumont | 15  |
| 2   | AS Étrœungt        | 13  |
| 3   | ES Juvisy-sur-Orge | 9   |
| 4   | FC Metz            | 8   |
| 5   | AS Nancy-Lorraine  | 7   |
| 6   | AS Saint-Quentin P | 6   |

| Cls | Équipe           | Pts |
| --- | ---------------- | --- |
| 1   | VGA Saint-Maur   | 18  |
| 2   | AS Moulins       | 15  |
| 3   | Stade de Reims T | 13  |
| 4   | US Orléans       | 8   |
| 5   | Caluire SCSC     | 6   |
| 6   | FR Sessenheim    | 2   |

| Cls | Équipe                 | Pts |
| --- | ---------------------- | --- |
| 1   | US Cannes-Bocca        | 18  |
| 2   | FC Lyon                | 13  |
| 3   | ASF Muret              | 13  |
| 4   | Olympique de Marseille | 7   |
| 6   | ES Arpajonnaise        | 6   |
| 5   | L'Union Toulouse       | 3   |

| Cls | Équipe           | Pts |
| --- | ---------------- | --- |
| 1   | ASJ Soyaux       | 17  |
| 2   | Stade quimperois | 15  |
| 3   | US Montfaucon    | 9   |
| 4   | FC Bergot P      | 9   |
| 5   | Saint-Brieuc SC  | 7   |
| 6   | FF Choletais P   | 3   |

Résultats

### Phase finale
Source : Erik Garin et Hervé Morard, « France - List of Women Final Tables », sur rsssf.com
|  |                |                    |                    |                    |       |       |  |  |  |  |  |  |             |  |  |  |
|  |                |                    |                    |                    |       |       |  |  |  |  |  |  |             |  |  |  |
|  |                |                    |                    |                    |       |       |  |  |  |  |  |  | Pierrelatte |  |  |  |
|  |                |                    |                    |                    |       |       |  |  |  |  |  |  |             |  |  |  |
|  |                |                    |                    |                    |       |       |  |  |  |  |  |  |             |  |  |  |
|  |                |                    |                    |                    |       |       |  |  |  |  |  |  |             |  |  |  |
|  |                |                    |                    |                    |       |       |  |  |  |  |  |  |             |  |  |  |
|  | 1er gr.B       | VGA Saint-Maur     | 2                  | 3                  |       |       |  |  |  |  |  |  |             |  |  |  |
|  | 1er gr.B       | VGA Saint-Maur     | 2                  | 3                  |       |       |  |  |  |  |  |  |             |  |  |  |
|  |                |                    | 1er gr.C           | US Cannes-Bocca    | 0     | 2     |  |  |  |  |  |  |             |  |  |  |
|  |                |                    |                    |                    | 0     | 2     |  |  |  |  |  |  |             |  |  |  |
|  |                |                    |                    |                    |       |       |  |  |  |  |  |  |             |  |  |  |
|  |                |                    |                    |                    |       |       |  |  |  |  |  |  |             |  |  |  |
|  | VGA Saint-Maur | VGA Saint-Maur     | 1 (7)              | 1 (7)              |       |       |  |  |  |  |  |  |             |  |  |  |
|  | VGA Saint-Maur | VGA Saint-Maur     | 1 (7)              | 1 (7)              |       |       |  |  |  |  |  |  |             |  |  |  |
|  |                |                    | FCF Hénin-Beaumont | FCF Hénin-Beaumont | 1 (6) | 1 (6) |  |  |  |  |  |  |             |  |  |  |
|  |                |                    |                    |                    | 1 (6) | 1 (6) |  |  |  |  |  |  |             |  |  |  |
|  |                |                    |                    |                    |       |       |  |  |  |  |  |  |             |  |  |  |
|  |                |                    |                    |                    |       |       |  |  |  |  |  |  |             |  |  |  |
|  | 1er gr.A       | FCF Hénin-Beaumont | 2                  | 2                  |       |       |  |  |  |  |  |  |             |  |  |  |
|  | 1er gr.A       | FCF Hénin-Beaumont | 2                  | 2                  |       |       |  |  |  |  |  |  |             |  |  |  |
|  |                |                    | 1er gr.D           | ASJ Soyaux         | 0     | 4     |  |  |  |  |  |  |             |  |  |  |
|  |                |                    |                    |                    | 0     | 4     |  |  |  |  |  |  |             |  |  |  |
|  |                |                    |                    |                    |       |       |  |  |  |  |  |  |             |  |  |  |
|  |                |                    |                    |                    |       |       |  |  |  |  |  |  |             |  |  |  |
|  |                |                    |                    |                    |       |       |  |  |  |  |  |  |             |  |  |  |
|  |                |                    |                    |                    |       |       |  |  |  |  |  |  |             |  |  |  |

## Bilan de la saison
| Championnat de France féminin de football 1982-1983 |                            |
| Champion                                            | VGA Saint-Maur (1er titre) |
| Dauphin                                             | FCF Hénin-Beaumont         |
| Promotions et relégations                           |                            |
| Promus en Division 1/2 (Tour préliminaire)          | SMUC Saint-Joseph          |
| Promus en Division 1/2 (Tour préliminaire)          | Étoile de Menton           |
| Promus en Division 1/2 (Tour préliminaire)          | Toulouse OM                |
| Promus en Division 1/2 (Tour préliminaire)          | Langon FC                  |
| Promus en Division 1/2 (Tour préliminaire)          | Poissy JSF                 |
| Promus en Division 1/2 (Tour préliminaire)          | AS Gagnerie                |
| Promus en Division 1/2 (Tour préliminaire)          | US Villaines               |
| Promus en Division 1/2 (Tour préliminaire)          | Tours EC                   |
| Promus en Division 1/2 (Tour préliminaire)          | FCE Le Neubourg            |
| Promus en Division 1/2 (Tour préliminaire)          | AC Cambrésien              |
| Promus en Division 1/2 (Tour préliminaire)          | ASFF Épinal                |
| Promus en Division 1/2 (Tour préliminaire)          | AS Toussieu                |
| Relégués en Division d'Honneur                      | Toulouse OAC               |